# موتوهيرو تاكامورا
موتوهيرو تاكامورا (باليابانية: 高村 元洋) (مواليد 11 سبتمبر 1973)، هو لاعب كرة قدم سابق كان يلعب كحارس مرمى.